# Trang (provincie)
Trang is een Thaise provincie in het zuiden van Thailand. In december 2002 had de provincie 603.072 inwoners, waarmee het de 42e provincie qua bevolking in Thailand is. Met een oppervlakte van 4917,5 km² is het de 44e provincie qua omvang in Thailand. De provincie ligt op ongeveer 828 kilometer van Bangkok. Trang grenst aan de provincies/landen: Nakhon Si Thammarat, Phattalung, Satun en Krabi. Trang heeft een kustlijn van ongeveer 119,2 km.

## Provinciale symbolen
|  | Het provinciale zegel van Trang |

## Klimaat
De gemiddelde jaartemperatuur is 28 graden. De temperatuur varieert van 18 graden tot 37 graden. Gemiddeld valt er 2206 mm regen per jaar.

## Religie
De meerderheid van de bevolking hangt het  theravadaboeddhisme aan (86,0 procent). Moslims vormen een minderheid in de provincie Trang (13,7 procent).

## Geschiedenis

### Tsunami's
Op 26 december 2004 verwoestten tsunami's ontstaan als gevolg van een zeebeving bij Sumatra de kuststreken van Phuket. Er vielen 5 slachtoffers en meer dan 60 gewonden (cijfers 28 december 21.00 uur) en er was grote materiële schade.

## Politiek

### Bestuurlijke indeling
De provincie is onderverdeeld in 10 districten (Amphoe).
| Amphoe 1. Mueang Trang 2. Kantang 3. Huai Yot 4. Yan Ta Khao 5. Palian 6. Sikao 7. Wang Wiset 8. Na Yong 9. Ratsada 10. Hat Samran | King Amphoe {{{kingamphoe}}} |  |